# Dorit Aharonov
Dorit Aharonov (en hebreu: דורית אהרונוב) (Washington, 1970) és una informàtica israeliana especialitzada en informàtica quàntica.
Aharonov es va graduar en la Universitat Hebrea de Jerusalem amb una llicenciatura en Matemàtiques i Física el 1994. Després es va graduar a l'Institut Weizmann de Ciències amb un Màster en Física. Va obtenir el seu doctorat en informàtica el 1999, a la Universitat Hebrea de Jerusalem, i la seva tesi es titulava "Noisy Quantum Computation". També va fer el seu postdoctorat en el departament de matemàtiques de la Universitat de Princeton, i en el departament d'informàtica de la Universitat de Califòrnia a Berkeley. Va ser investigadora visitant a l'Institut d'Estudis Avançats de 1998 a 1999. Des de 2001 és professora del departament de Ciències de la computació de la Universitat Hebrea de Jerusalem.
En 2005, Aharonov va ser descrita per la revista Nature com: "un dels quatre joves teòrics que estan onejant en els seus camps", i l'any següent va rebre el Premi Krill per l'excel·lència en la investigació científica. Va ser un del ponents convidats al congrés internacional de matemàtics de 2010, a Hyderabad sobre el tema "Aspectes matemàtics de la informàtica". Dorit Aharonov és la neboda del físic Yakir Aharonov.